# Vadjak
A vadjak (Bos mutus) az emlősök (Mammalia) osztályának párosujjú patások (Artiodactyla) rendjébe, ezen belül a tülkösszarvúak (Bovidae) családjába és a tulokformák (Bovinae) alcsaládjába tartozó faj.
A házi jak (Bos grunniens) őse, viszont manapság – 2003 óta – külön fajnak tekintik.

## Neve
Az állat neve, a „jak” a tibeti nyelvből származik. A tibetiek yag-nak nevezik ennek az állatnak a bikáját, a tehenét pedig bri-nek vagy nak-nak. Azonban a nem tibetiek számára a jak mindkét nemű állatra utal.
1766-ban, Carl von Linné svéd természettudós, orvos és botanikus Bos grunniens tudományos név alatt írta le az állatot; magyar jelentése: „hörgő ökör”; manapság viszont ezt a taxonnevet főleg a házi állományra használják. A vadjak, a Bos mutus = „néma ökör” megnevezést kapta.

## Rendszertani helyzete
A szóban forgó állat a Bos-fajok egyike, tehát rokonságban áll a szarvasmarhával (Bos taurus). A mitokondriális DNS-vizsgálatoknak nem sikerült kimutatniuk a jaknak a pontos evolúciós történetét.
Egyik feltételezés szerint a vadjak és az őstulok (Bos primigenius) – a szarvasmarha őse -, körülbelül 5-1 millió éve divergálódtak; más feltételezés szerint a jakoknak a legközelebbi rokonai a bölények (Bison). Oroszország keleti részén talált csontok, melyek a fosszilis Bos baikalensishez tartoztak és igen hasonlítanak a mai vadjakéra, arra utalnak, hogy közeli rokonok voltak. Ebből egyes kutatók arra következtetnek, hogy a kezdetleges bölények egy ilyen jakszerű, talán éppen a Bos baikalensisból fejlődhettek ki.
2003-ban a Nemzetközi Zoológiai Nómenklatúrabizottság (ICZN) elhatározta, hogy a vadjak esetében használható a binomiális név, a Bos mutus; ez pedig egyre elterjedtebbé vált. Azokat a helyeket kivéve, ahol a vadjakot alfajnak tekintik, a jaknak nincsen elismert alfaja.

## Előfordulása
A vadjak főbb állományai Tibet északi, valamint Csinghaj (Kína egyik tartománya) nyugati részein fordulnak elő. Egyes állományok megtalálhatók a Hszincsiang-Ujgur Autonóm Terület legdélebbi részein, valamint az indiai Ladakban. Nagyon kis csordáit megtalálták Nyugat-Tibetben, Kelet-Csinghajban, egészen a szecsuani Huanglongig. Korábban Nepálban és Bhutánban is élt, viszont ezekben az országokban kiirtották. Nepálban az 1970-es évektől vélték kihaltnak, azonban 2014-ben újra felfedezték Humla régióban.
A 2008-as évi felmérés szerint ebből az állatfajból körülbelül 10 000 példány maradt. A legfőbb veszélyforrásai az orvvadászat, a házi jakkal való kereszteződés, valamint ettől az állattól és a szarvasmarhától átvett betegségek. A vadjak a lépfene, a botulizmus, a tetanusz és a gümőkór nevű betegségek hordozója.

## Megjelenése
A vadjak élőhelyének a legnagyobb állata, továbbá a világ egyik legnagyobb tulokfaja. A fej-testhossza 2,5-3,4 méter, marmagassága 1,6-2,2 méter, farokhossza 60-100 centiméter és testtömege 305-1200 kilogramm. A tehén méretben és tömegben körülbelül egyharmaddal kisebb a bikánál. A házi jak átlagosan kisebb a vadon élő rokonánál. Az erős testfelépítésű állatokat tömzsi lábak hordják, ezek széles párosujjú patákban végződnek. Hengeres szarva először kifelé, azután előre és felfelé, illetőleg a vége ki- és hátrafelé hajlik; a bika szarvhosszúsága 48-99 centiméter közötti, míg a tehéné 27-64 centiméter közötti. Fülei kicsinyek. A hosszúszőrű farka inkább a lóéra emlékeztet, nem pedig a többi Bos-fajéra. Szőrzete hosszú fürtökben lóg alá, majdnem a földet éri; ez lehet fekete vagy sötétbarna; a bikák esetében az alsó szőrszálak szoknyaszerű megjelenést kölcsönöznek.

## Életmódja
Ez az állat a 3000-5000 méteres tengerszint feletti magasságokban él; a fahatár fölött. A perjefélékkel és palkafélékkel sűrűn benőtt alpesi tundrákat kedveli. Főleg Carex-, Stipa- és Kobresia-fajokkal táplálkozik. Télen ezek hiányában a cserjéket, mohákat és zuzmókat sem veti meg. A vadjakra, főleg a borjakra és sebesült felnőttekre a szürke farkas (Canis lupus), a barna medve (Ursus arctos) és a hópárduc (Uncia uncia) vadászik. A vadjak csordák főleg tehenekből és borjakból tevődnek össze, de néha bikák is csatlakozhatnak hozzájuk. A tehenek és borjak általában magasabban, rosszabb terepeken legelnek; valószínű, hogy a biztonsági okok miatt. A bikák legfeljebb hatfős csordákban járnak. Nyáron a vadjak magasabbra vándorol, míg télen alacsonyabban fekvő területekre húzódik.

## Szaporodása
A félénk állat a szaporodási időszakban agresszívé válik. A tehén kétévenként ad életet egy borjúnak. A párzás nyáron van, és az ellés a következő év tavaszán történik meg.

## Fordítás
- Ez a szócikk részben vagy egészben  a   Wild yak című angol Wikipédia-szócikk ezen változatának fordításán alapul.  Az eredeti cikk szerkesztőit annak laptörténete sorolja fel. Ez a jelzés csupán a megfogalmazás eredetét és a szerzői jogokat jelzi, nem szolgál a cikkben szereplő információk forrásmegjelöléseként.